# Unione Italiana Sordomuti
Die Unione Italiana Sordomuti (auch Unione sordomuti italiani, USI) war  ein Verband der italienischen Gehörlosengemeinschaft.
Der Verein zum Schutz und zur Bewahrung Gehörloser im Königreich Italien wurde 1924 als Splitterbewegung der Federazione italiana delle associazioni fra i sordomuti (FIAS) gegründet.
Erster Präsident und Gründer war Ernesto Scuri, ein hörender Lehrer, und dann Enrico Vanni bis zur Auflösung der Organisation im Jahr 1933 und der Wiedervereinigung zur Ente nazionale sordi.
Die Kontraste zwischen USI und FIAS ergaben sich aus der unterschiedlichen programmatischen Ausrichtung der beiden Verbände. Vor allem stritt man sich darüber, ob man lieber Gehörlose als solche fördern sollte oder man besser versuchen sollte, die Lücke zu den Nicht-Gehörlosen zu schließen.